# Спинокрил струмковий
Спинокрил струмковий (Fissidens rivularis) — вид мохів порядку дикранальних (Dicranales).

## Поширення
Батьківщиною є Європа, Макаронезія, Азія.